# En Fjende af Samfundet
En Fjende af Samfundet er en amerikansk stumfilm fra 1920 af Allan Dwan.

## Medvirkende
- Mary Thurman som Margaret Haddon
- James Kirkwood som Dr. Stannard Wayne
- Philo McCullough som Dr. Arthur Richards
- Rhea Mitchell som Alice Porn
- John Burton som Dabney
- Noah Beery som Boorman
- Eugenie Besserer
- Georgie Stone
- Bernard Durning
- Ward Crane